# Čaba Silađi
Čaba Silađi (en hongrois : Szilágyi Csaba, en cyrillique serbe : Чаба Силађи, né le 23 août 1990 à Senta) est un nageur serbe d'origine hongroise, spécialiste de la brasse.
Il a notamment remporté la médaille de bronze du 50 mètres brasse aux Championnats d'Europe de natation en petit bassin 2009, et a participé aux Jeux olympiques d'été de 2012 à Londres.